# Rainer Beckedorf
Rainer Beckedorf (* 22. Dezember 1960 in Lüneburg) ist ein deutscher Verwaltungsjurist und politischer Beamter. Vom 22. November 2017 bis Februar 2020 war er Staatssekretär im Niedersächsischen Ministerium für Ernährung, Landwirtschaft und Verbraucherschutz.

## Leben
Nach seinem Abitur (1980) nahm Beckedorf ein Jurastudium auf, das er zwischen 1980 und 1986 an den Universitäten Hamburg und Passau absolvierte und 1986 mit dem Ersten Juristischen Staatsexamen an der Universität Passau beendete. Nach dem Referendariat in Lüneburg und an der Verwaltungshochschule Speyer (1986–1989) sowie dem Zweiten Juristischen Staatsexamen (1989) wurde Beckedorf im selben Jahr Dezernent bei der Bezirksregierung Lüneburg, ehe er 1990 an den Landkreis Lüneburg abgeordnet wurde. 1991 wurde er Hilfsreferent im Niedersächsischen Ministerium für Inneres und Sport, diesen Posten hatte er bis 1992 inne, ehe er Kreisdirektor des Landkreises Soltau-Fallingbostel wurde. 2002 wurde Beckedorf Erster Beigeordneter des kommunalen Spitzenverbandes Deutscher Landkreistag in Berlin, verließ diesen Posten bereits 2003 wieder, um Leiter der Kommunalabteilung im Niedersächsischen Ministerium für Inneres und Sport zu werden. 2007 wechselte er in das Niedersächsische Ministerium für Ernährung, Landwirtschaft und Verbraucherschutz, wo er Abteilungsleiter der Abteilung 3 (Agrarverwaltung, Raumordnung und Landesentwicklung) wurde.
Am 22. November 2017 wurde er von Ministerin Barbara Otte-Kinast zum Staatssekretär im Niedersächsischen Ministerium für Ernährung, Landwirtschaft und Verbraucherschutz berufen. Er wurde damit Nachfolger von Horst Schörshusen. Anfang Februar 2020 wurde bekannt, dass Beckedorf als Amtschef des Ministeriums abgelöst wird, ihm folgte Ludwig Theuvsen auf der Position des Staatssekretärs.
Beckedorf ist geschieden und Vater zweier Kinder.